# Лінн Берггрен
Малін Софія Катаріна Берггрен (швед. Malin Sofia Katarina Berggren; нар. 31 жовтня 1970, Гетеборг, Швеція) — шведська співачка та музикантка (скрипка, фортепіано), авторка ряду текстів та продюсерка пісень. Учасниця гурту Ace of Base з 1990 по 2007 рік разом з братом Йонасом, сестрою Єнні і спільним другом Ульфом Екбергом. В 1997 почала дистанціюватися від публічних виступів.

## Життєпис
Лінн Берггрен навчалася у Технічному університеті Чалмерса в Гетеборзі та співала з сестрою Єнні в церковному хорі.
У 1994 році на її матір і сестру Єнні напала у їхній оселі жінка з ножем, що мала психічне захворювання. Нападницею виявилася німецька прихильниця, яка після арешту стверджувала, що метою її нападу була Лінн. Учасники гурту вказували цю подію як одну з причин відсторонення Лінн Берггман від публічності та дистанціювання від гурту, що почалося після 1997 року.

## Особисте життя
Деталі особистого життя Лінн невідомі, в той час як інші учасники колективу публічні щодо своїх стосунків. У 2015 році Йонас Берггрен підтвердив, що він і зараз регулярно бачить Лінн, і що вона насолоджується спокійним життям, без прагнення до слави та до повернення в музику.

## Ace of Base
Коли Ace of Base підписали контракт з данським лейблом Mega Records у 1990 році, Лінн Берггрен призупинила розвиток своєї викладацької кар'єри.

### Фронтвумен
Під час створення першого альбому Ace of Base — Happy Nation — Лінн була головною вокалісткою, саме її голос лідирував у більшості синглів, зокрема, в найвідомішому хіті — "All That She Wants". Однак у синглах «The Sign», «Waiting for Magic» і деяких інших треках альбому вона і Єнні мали рівні ролі. З моменту виходу другого альбому групи — The Bridge — вокал сестер Берггрен став більш рівним. У 1997 році повідомлялося, що Лінн планує створити сольний проєкт, випустивши пісню «Lapponia», яка так і не отримала офіційного релізу.
У той час, як Єнні говорила в інтерв'ю, що «хотіла б завжди бути співачкою», Лінн у 1997 році сказала: «Я хотіла б співати, але я ніколи не хотіла бути співачкою».

### Дистанціювання від гурту
З 1997 року Лінн Берггрен з'являлася на концертах гурту або в погано освітленому місці, або за предметами на сцені (як-от штори). У кліпах вона стояла далеко від інших, і її обличчя не було видно. Протягом року Лінн не давала інтерв'ю. Гурт зі значним небажанням відповідав, що сталося з головною солісткою.
Менеджери, продюсери, керівники компаній звукозапису пояснювали поведінку Лінн Берггрен по-різному. У 1997 році, коли вона відмовилася брати участь у церемонії World Music Awards, Клас Корнеліус з данської звукозаписної компанії пояснив її відсутність її дискомфортом від нанесення макіяжу для виступів. На церемонії гурт виконав пісню «Ravine». Лінн під час неї далеко від гурту грала на синтезаторі.
В одному з останніх інтерв'ю у 1997 році Лінн Берггрен повідомила, що просто хоче залишитися в тіні. У наступних восьми відеороликах про гурт Лінн була відсутня. На інших рекламних матеріалах її обличчя було сумне й розмите. Альбом Flowers, зокрема, використовує сумнозвісну фотографію, де меланхолійний образ Лінн химерно прихований за дизайном з «блакитних стрічок», що закривають обриси її обличчя. Лінн рідко брала участь у спільних інтерв'ю протягом всього 1998 року, її участь у просуванні альбому Flowers була мінімальною.
У 1998 році під час зйомок кліпу на пісню «Cruel Summer» у Римі Лінн не бажала потрапляти в об'єктив камери. Режисер Найджел Дік пізніше розповів, що лише його наполегливість змусила Лінн з'явитися в кліпі. Єнні Берггрен у музичному відео співала за обох, виконуючи й музичні партії сестри. Через рік, ґрунтуючись на виступі гурту в Німеччині, журнал Bravo навіть заявляв, що Лінн Берггрен серйозно захворіла. На підтвердження журнал опублікував світлини Лінн. Ульф Екберг одного разу заявив, що у Лінн фобія камер, інші джерела писали, що вона боїться літати і тому відсутня на деяких концертах гурту (Лінн з'являлася на концертах у містах Гетеборг і Копенгаген, в які не потрібно летіти). Члени групи говорили, що Лінн завжди була сором'язливою, скромною і була б щаслива, якби Єнні очолила групу, хоча напад фанатки з ножем на Єнні та їх матір у 1994 році також став причиною небажання Лінн з'являтися в громадських місцях.
Лінн Берггрен написала кілька пісень для Ace of Base, деякі навіть не були виконані перед публікою. У середині 1990-х років Лінн написала і спродюсувала кілька пісень — це «Just 'N' Image», «Whispers in Blindness» і «Strange Ways», які були включені в альбом The Bridge. Деякі шанувальники пов'язують дивну поведінку Лінн з текстом пісні «Strange Ways».
Востаннє вона виступала перед публікою у 2002 році на німецькому телебаченні. Лінн стояла позаду групи і грала на синтезаторі. Один із прихильників зробив світлину Лінн, на якій вона знаходиться за сценою і посміхається.
Навесні 2005 року Єнні Берггрен повідомила в інтерв'ю, що Лінн, як і раніше, уникає громадськості і не дає інтерв'ю жодним ЗМІ. У жовтні та листопаді 2005 року гурт утрьох виступав у Бельгії. Лінн на виступі бути присутньою не змогла.
У 2007 році гурт офіційно оголосив про її вихід з колективу.

### Вихід з гурту
Згідно з інтерв'ю Ульфа Екберга 20 червня 2006 року, Лінн Берггрен повернулася до університету, але вона все ж візьме участь у записі нового альбому.
30 листопада 2007 року в іншому інтерв'ю Ульф Екберг заявив, що Лінн Берггрен остаточно покинула гурт і не братиме участь у запису нового альбому. Гурт вже виступав деякий час без Лінн як тріо. Фотографії Лінн Берггрен були видалені з усіх рекламних матеріалів гурту на офіційному вебсайті. А фронтвумен Єнні Берггрен підтвердила відхід сестри з гурту данській пресі: «Вона не була частиною Ace of Base протягом декількох років».

## Внесок у Ace of Base

### Вокал
Голос Лінн Берггрен можна почути у всіх піснях, за винятком:
- «Fashion Party» (виконують Єнні, Ульф і Йонас)
- «My Mind» (Єнні і Ульф)
- «Dimension of Depth» (інструментальна)
- «Ravine» (Єнні)
- «Experience Pearls» (Єнні)
- «Wave Wet Sand» (Єнні)
- «Mercy Mercy» (Єнні)
- «I Pray» (Єнні і Ульф)
- «Donnie» (US Version) (Єнні)
- «Do not Go Away» (Єнні)
- «Unspeakable» (Єнні)
- «Remember the Words» (Єнні)
- «World Down Under» (Єнні)
- «Show Me Love» (Єнні)
- «Beautiful Morning» (Єнні)
- «Wonderful Life» (Єнні)
- «The Juvenile» (Єнні)
- «What's The Name of The Game» (Єнні)

### Автор текстів
Лінн Берггрен написала такі пісні гурту:
- «Hear Me Calling» (разом з Йонасом, Єнні і Ульфом)
- «Strange Ways»
- «Whispers In Blindness»
- «Just N Image»
- «Lapponia»
- «Love in December» (з Йонасом, Єнні і Ульфом)
- «Beautiful Morning» (з Йонасом і Єнні)
- «Change With the Light» (з Йонасом, Єнні і Ульфом)
- «What's the Name of the Game» (з Йонасом, Єнні, Гаррі Соммердалем і Йонасом Он Дер Бургом)

### Продюсер
Лінн Берггрен продюсувала наступні пісні:
- «Strange Ways»
- «Whispers In Blindness»
- «Just N Image»
- «Lapponia»

### Інше
- «Sang» (пісня виконана на дні народження принцеси Швеції — Вікторії, 14 липня 1997 рік)